# Мошонмадьяровар
Мо́шонма́дьяровар (венг. Mosonmagyaróvár) — город на северо-западе Венгрии, недалеко от границы с Австрией и Словакией. Административный центр Мошонмадьяроварского яраша в вармедье Дьёр-Мошон-Шопрон. Население — 34 165 человек (1 января 2024)).

## История
Город был образован в 1939 году объединением городов Мошон (Moson) и Мадьяровар (Magyaróvár).

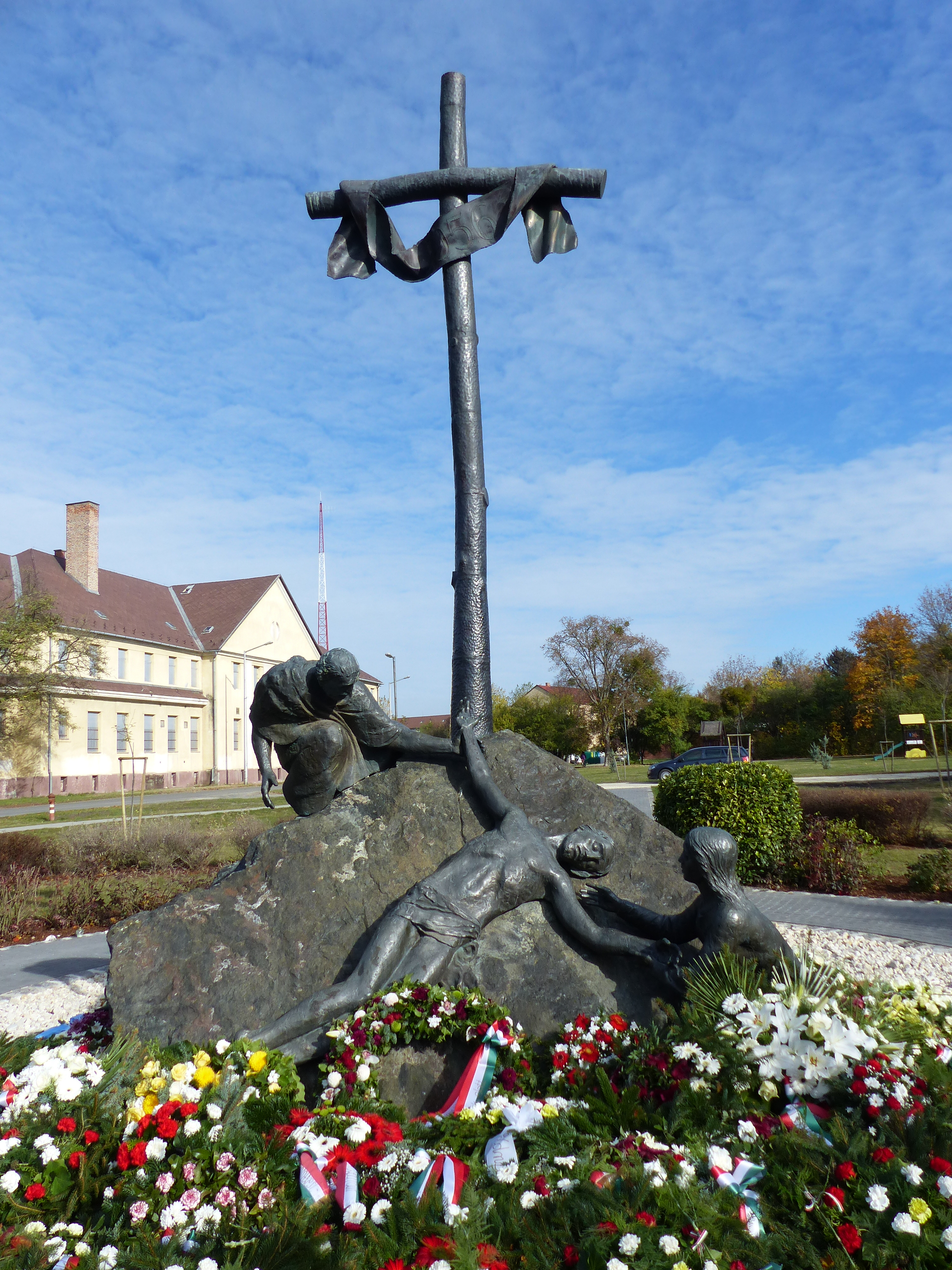
Мемориал жертвам событий 1956 года

В ходе Венгерского восстания, 26 октября 1956 года сотрудники Управления государственной безопасности расстреляли толпу, собравшуюся у казарм в Мошонмадьяроваре. Погибло более 50 человек.

## Экономика
В 1934 году в Мошонмадьяроваре открыт первый в Венгрии глинозёмный завод. В 1995—1996 годах предприятие Motim Zrt. было приватизировано. 30 мая 2002 года производство глинозёма было прекращено по экономическим причинам. Однако предприятие продолжает работать. Компания Electrocorundum Ltd. производит в  электродуговых печах плавленные литые огнеупоры: плавленый белый электрокорунд (доля в производстве — 65 %), плавленую шпинель (20 %), белый плавленный муллит (12 %), циркономуллит (3 %). Продукция преимущественно идёт на экспорт, 75 % — в страны Европы.
В городе есть производство сельскохозяйственных машин, текстильных и трикотажных изделий.

## Города-побратимы
- Olováry[вд], Словакия (2017)
- Берегово, Украина (2008)
- Пётркув-Трыбунальский, Польша (2001)[7]
- Сенец, Словакия (1999)
- Сфынту-Георге, Румыния (2012)
- Хаттерсхайм-на-Майне, Германия (1992)
- Шаморин, Словакия (1998)
- Штоккерау, Австрия (1996)

## Комментарии
1. ↑  Также был известен под немецким названием Wieselburg.
2. ↑  Также был известен под немецким названием Ungarisch-Altenburg.